# Pfarrkirche Wöllersdorf

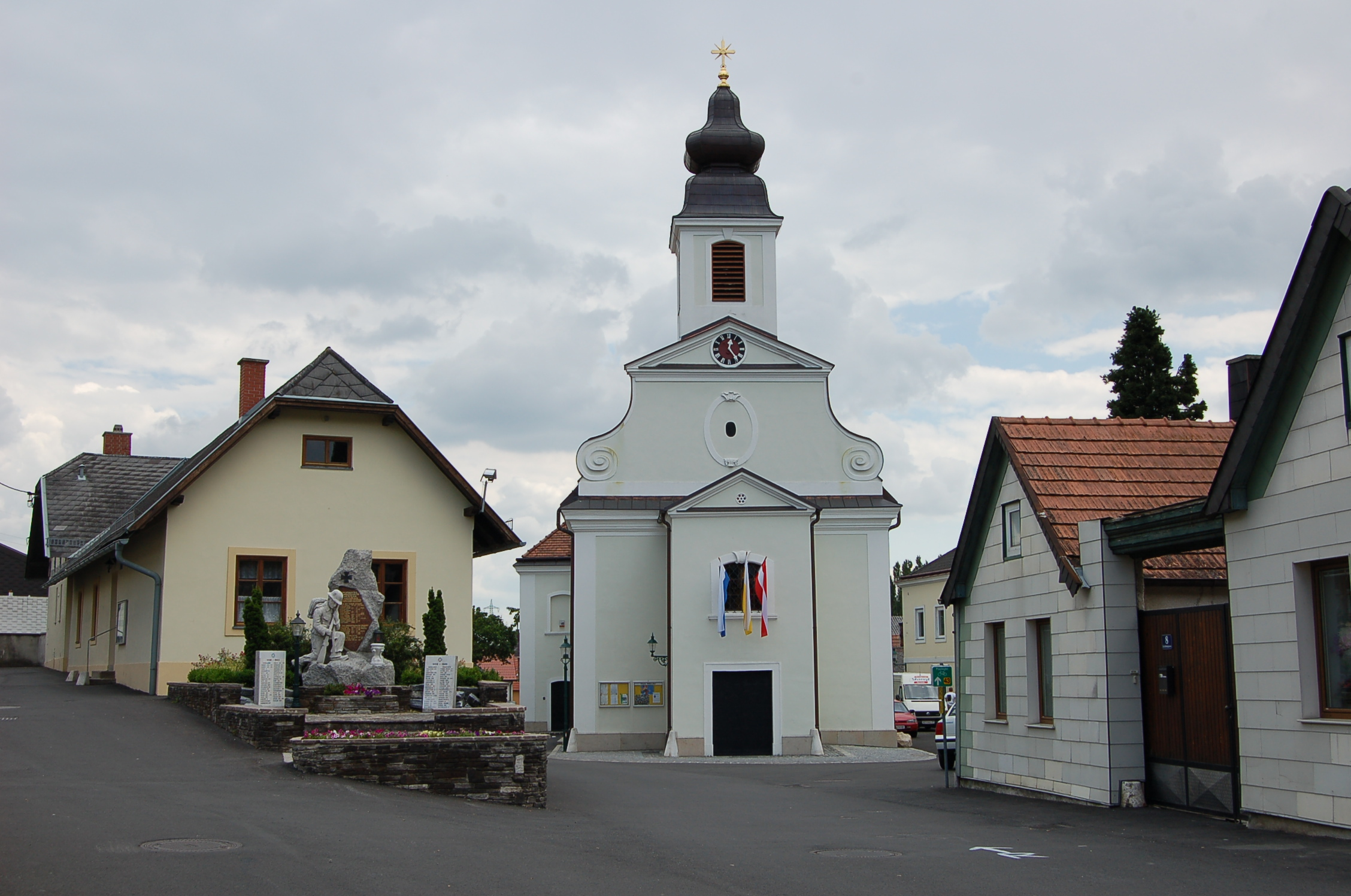
Katholische Pfarrkirche hl. Georg in Wöllersdorf

Die Pfarrkirche Wöllersdorf steht in der Ortschaft Wöllersdorf in der Marktgemeinde Wöllersdorf-Steinabrückl im Bezirk Wiener Neustadt-Land in Niederösterreich. Die dem Patrozinium hl. Georg unterstellte römisch-katholische Pfarrkirche gehört zum Dekanat Piesting im Vikariat Unter dem Wienerwald der Erzdiözese Wien. Die Kirche steht unter Denkmalschutz (Listeneintrag).

## Geschichte
Nach urkundlichen Nennungen 1240 und 1335 wurde 1427 eine Georgskapelle genannt. Die Kirche wurde 1755 umgebaut. Ein weiterer Umbau erfolgte von 1756 bis 1759 durch den Architekten Theodor Valery. Die Kirche wurde 1760 geweiht. Die ehemals komplette Freskierung der Kirche von Franz Anton Maulpertsch vor 1767 wurde 1847 nach einem Erdbeben übertüncht. 1783 wurde die Kirche zur Pfarrkirche erhoben. Die Kirche wurde 1964 und 1976 restauriert.

## Architektur

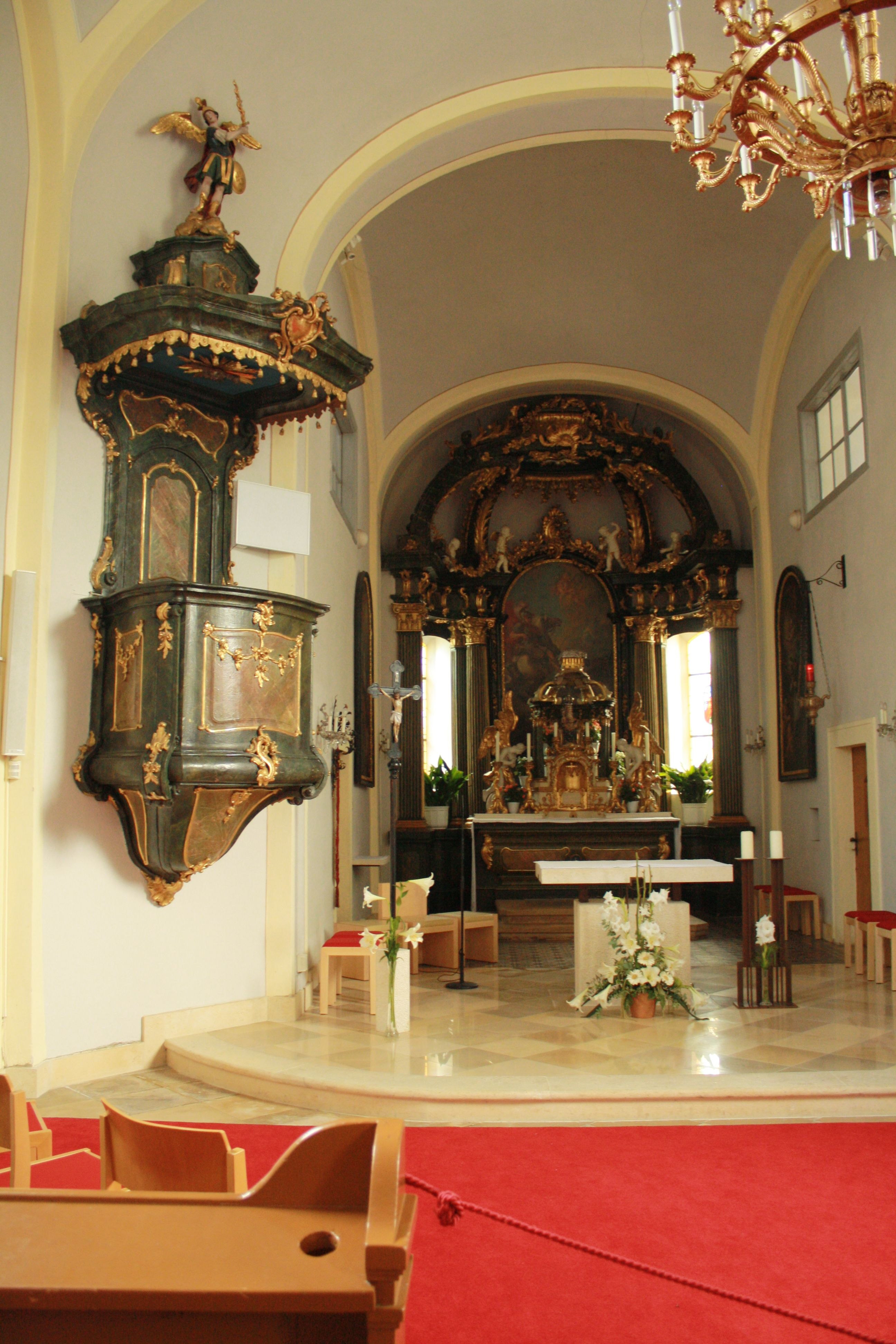
Pfarrkirche Wöllersdorf; Kanzel mit Schalldeckel und Statue des Erzengels Michael (links); Hochaltar (rechts)

Die schlichte spätbarocke, weiß verputzte Fassade hat einen Volutengiebel mit einem flachen Dreiecksgiebel als Abschluss. Der Fassade vorgestellt ist eine flache Vorhalle mit Dreiecksgiebel und einen Turmaufsatz mit einem eingeschnürten Zwiebelhelm.
Das im Kern gotische, ungegliederte Langhaus zeigt flachbogige Steingewändefenster und Ecklisenen. . Der eingezogene Chor hat einen Dreiseitschluss und flachbogige Fenster, er wird von zweigeschoßigen Anbauten flankiert.
Das Kircheninnere ist ein zweigeschoßigen Saalraum mit zwei Hängekuppeln über Gurten und Wandpfeilern, flachbogigen tiefen Fensternischen, und einer niedrigen Orgelempore. Der leicht eingezogene Triumphbogen ist korbbogig. Der eingezogene einjochige platzlgewölbte Chor schließt mit einer Halbkreiskonche. Seitlich vom Chor sind eine Sakristei und eine Beichtkapelle und darüber Oratorien.
Die Glasmalerei im Chor zeigt in Medaillons die Heiligen Josef und Johannes der Täufer.

## Ausstattung
Den Hochaltar schuf Theodor Valery 1761 als die Apsisrundung auskleidender und die Seitenfenster integrierender spätbarocker Baldachinaltar mit vier kannelierten Freisäulen, Pilastern und reichem Dekor. Das Altarblatt mit dem hl. Georg schuf Jacob Kohl im dritten Viertel des 18. Jahrhunderts. Der vorgestellte Baldachintabernakel zeigt das Mariazeller Gnadenbild und adorierende Engelsfiguren.
Die Orgel baute Orgelbau M. Walcker-Mayer 1983.

## Grabdenkmäler
- Kleinteiliges frühklassizistisches Wandgrabdenkmal zu Ferdinand Schmid von Schmidsfelden 1782 mit einer Gedenktafel über einem Sarkophag von Putten und einer weiblichen Figur flankiert.